# Парфьоново (Топчихинський район)
Парфьо́ново (рос. Парфёново) — село у складі Топчихинського району Алтайського краю, Росія. Адміністративний центр Парфьоновської сільської ради.

## Населення
Населення — 1403 особи (2010; 1786 у 2002).
Національний склад (станом на 2002 рік):
- росіяни — 94 %